# Banca Briantea
Il 21 giugno 1874 venne costituita a Merate su impulso di Francesco Viganò, in forma di cooperativa, la Banca Popolare Briantea, che iniziò ad operare all'inizio del 1875. La cooperativa divenne società per azioni nel 1907 con la denominazione Banca Briantea, sempre con sede in Merate. 

## Storia
La Banca Briantea era un piccolo istituto di credito nato il 26 marzo 1907 a Milano. La società per azioni passò sotto il controllo di Banca Popolare di Milano nel 1960, per poi venire completamente assorbita nel progetto di fusione a tre fra Banca Agricola Milanese, Banca Briantea e BPM il 24 giugno 1997.
L'acquisizione fu completata grazie ad un concambio di azioni che prevedeva la cessione di sette azioni ordinarie del valore nominale di 1.000 Lire della Banca Briantea SpA contro 10 azioni ordinarie del valore nominale di 5.000 Lire della Banca Popolare di Milano Scrl.
Al momento dell'acquisizione, la capitalizzazione media della Banca Briantea durante l'anno 1996 è stata di 100 miliardi di lire e il concambio calcolato per la fusione è stato di 7,35 azioni ordinarie BB contro 10 azioni BPM.